# Irena Styczek
Irena Styczek (ur. 14 września 1924, zm. 28 kwietnia 1981 w Warszawie) – polska językoznawczyni, patolog mowy.

## Życiorys
W latach 1946–1952 pracowała ze źle mówiącymi, przede wszystkim z dziećmi z zaburzonym słuchem w Poradni Foniatrycznej Kliniki Otolaryngologicznej Akademii Medycznej, a od roku 1951 w Poradni Ortofonicznej Centralnej Poradni Międzyszkolnej przy ul. Hożej 88 w Warszawie. W 1952 obroniła pracę magisterską Mowa u źle słyszących pod kierunkiem dr Haliny Konecznej w zakresie filologii polskiej. W 1965 obroniła pracę doktorską Badania eksperymentalne spirantów polskich s, š, ś ze stanowiska fizjologii i patologii mowy pod kierunkiem prof. dr. Stanisława Skorupki. W latach 1966–1969 prowadziła lektorat języka polskiego na Uniwersytecie w Strasburgu. W 1974 utworzyła na Uniwersytecie Warszawskim Podyplomowe Studium Logopedyczne, przeznaczone dla logopedów, nauczycieli i foniatrów. Prowadziła tam zajęcia z ortofonii, audiologii i logopedii. Jest autorką pierwszego w Polsce podręcznika z zakresu logopedii.
Została pochowana 2 maja 1981 na Cmentarzu Czerniakowskim w Warszawie.